# Stephanie Sheh
Stephanie Sheh (ur. 10 kwietnia lub 10 listopada 1977 w Kalamazoo) – amerykańska aktorka głosowa, scenarzystka i producentka.
Pracuje jako aktorka dubbingowa. Jest m.in. głosem Usagi Tsukino (Sailor Moon, Sailor Moon Crystal), Hinaty (Naruto) i Mitsuhy Miyamizu (Your Name.).
Ukończyła studia na Uniwersytecie Kalifornijskim w Los Angeles.

## Filmografia (wybór)
Źródła: 
- Bleach (2004) – Orihime Inoue
- Bleach: Memories of Nobody (2006) – Orihime Inoue
- Suzumiya Haruhi no Shōshitsu (2010) – Mikuru Asahina
- K-On! (2011) – Yui Hirsawa
- Your Name. (2016) – Mitsuha Miyamizu
- Lego DC Super Hero Girls (2017) – Katana
- Barbie Dreamhouse Adventures (2018) – Renee